# アンティオキア地震 (526年)
座標: 北緯36度14分 東経36度07分 / 北緯36.23度 東経36.12度
アンティオキア地震 (526 Antioch earthquake) は、西暦526年5月29日に、トルコ（当時のビザンチン帝国）のアンティオキア付近で発生したマグニチュード（M）7.0の大地震である。

## 被害
アンティオキアを中心に、推定で250,000 – 300,000人が死亡するという壊滅的な被害となった。建物は、山の周囲に建つもの以外はほとんどが大被害を受けた。火災も発生して何日間も燃え続け、アンティオキア総主教座があった大聖堂「ドーム・アウレア」も焼失。当時は周辺の田園から、キリスト昇天日の祝祭に参加しようと観光客が多数訪問していたことから、被害が大きくなったと推定されている。
なお、アンティオキアはローマ帝国時代の西暦115年12月13日にも、M7.5の大地震に襲われ、死者260,000人という甚大な被害を受け、当時の皇帝トラヤヌスも地震で負傷した。この時は、地震後に発生した津波の影響で被害が顕著となった。